# Sentier de grande randonnée 222
Ne doit pas être confondu avec le GR 222 à Majorque

## Présentation
Le sentier de grande randonnée 222 (GR 222) relie Pont-de-l'Arche, au bord de la Seine, à Verneuil-sur-Avre au sud du département de l'Eure, via Louviers et Conches-en-Ouche.

Le parcours fait découvrir les paysages de la vallée de l'Iton et des plaines et forêts de l'Eure, dans le bassin Parisien.

Comme tous les GR, il est entretenu par des bénévoles appelés baliseurs et rattaché à la Fédération Française de Randonnée Pédestre.

## Itinéraire
Le GR 222 débute au bord de la Seine, dans le centre historique de Pont-de-l'Arche. Il fait un petit détour vers l'abbaye Notre-Dame de Bonport avant de s'engager dans la forêt de Bord-Louviers vers le sud-ouest. Il passe à proximité d'arbres remarquables (hêtre des Régales, chêne Legay). Il sort de la forêt après le ravin de La Vacherie et rejoint sa variante GR 222A.
Au Mesnil-Jourdain, le GR passe à proximité de plusieurs monuments historiques (église, croix, manoir) et se dirige ensuite vers la vallée de l'Iton, affluent de l'Eure. Il passe devant deux monuments historiques remarquables à Amfreville-sur-Iton : le château et l'église, puis continue de remonter le cours de l'Iton. Entre Brosville et Tourneville, le GR 222 côtoie le GR 26 (un sentier adapté les relie). Il prend la direction du sud-ouest à Normanville pour rejoindre le GR 26 dans la plaine d'Évreux, mais les deux GR se quittent à l'entrée du chef-lieu de l'Eure. Les marcheuses et marcheurs désirant entrer dans la ville peuvent donc rester sur le GR 26.
Le GR 222 continue sa course vers le sud-ouest, en faisant une incursion dans la forêt d'Évreux, et en remontant la vallée du Rouloir jusqu'à Conches-en-Ouche, ville historique. Le GR traverse ensuite le pays d'Ouche par les forêts de Conches et de Breteuil sur environ dix kilomètres, accompagné par le GRP du tour du pays d'Ouche. Il arrive à Breteuil pour rejoindre le GRP d'Avre et d'Iton. Le GR 222 et les deux GRP continuent conjointement leur route vers le sud à travers des plaines agricoles à destination de Verneuil-sur-Avre, extrémité sud du GR 222.
À Verneuil, en plus des deux GRP déjà mentionnés, plusieurs GR se rencontrent et permettent de constituer d'autres parcours de grande randonnée : le sentier européen E5 de la pointe du Raz (Finistère) à Venise (Italie), le GR 22 de Paris au Mont Saint-Michel, le GR 224 de Verneuil-sur-Avre à Berville-sur-Mer (Eure) et le GR 35 de Verneuil-sur-Avre à Villevêque (Maine-et-Loire).
Variante GR 222A
Le GR 222 propose un parcours alternatif dès le départ de Pont-de-l'Arche : le GR 222A, qui longe les rives de la Seine vers l'est avant de s'engager vers le sud dans la forêt de Bord-Louviers. Un sentier de liaison permet de rejoindre le GR 2 à Léry. Après avoir traversé la forêt, le GR 222A parcourt les rues du centre ancien de Louviers puis bifurque vers l'ouest pour rejoindre le parcours principal avant le village de Surville.

## Localités traversées
| - Pont-de-l'Arche - Tostes - Louviers - Le Mesnil-Jourdain - Amfreville-sur-Iton - Brosville - Tourneville - Saint-Germain-des-Angles - Émalleville - Normanville |  | - Aviron - Évreux - Parville - La Bonneville-sur-Iton - La Croisille - Conches-en-Ouche - Breteuil - Saint-Nicolas-d'Attez - Verneuil-sur-Avre |

## Galerie

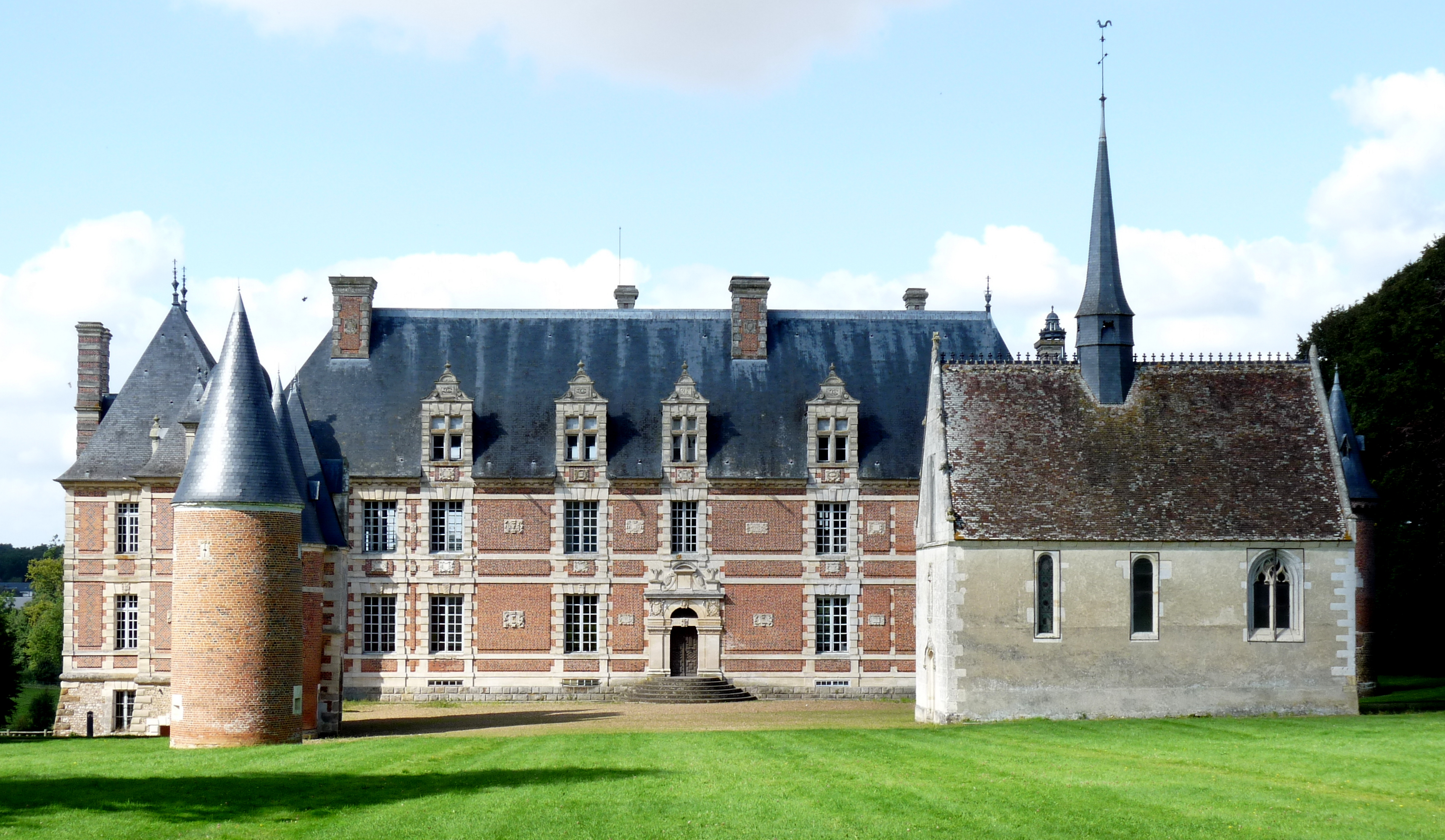
Château de Chambray
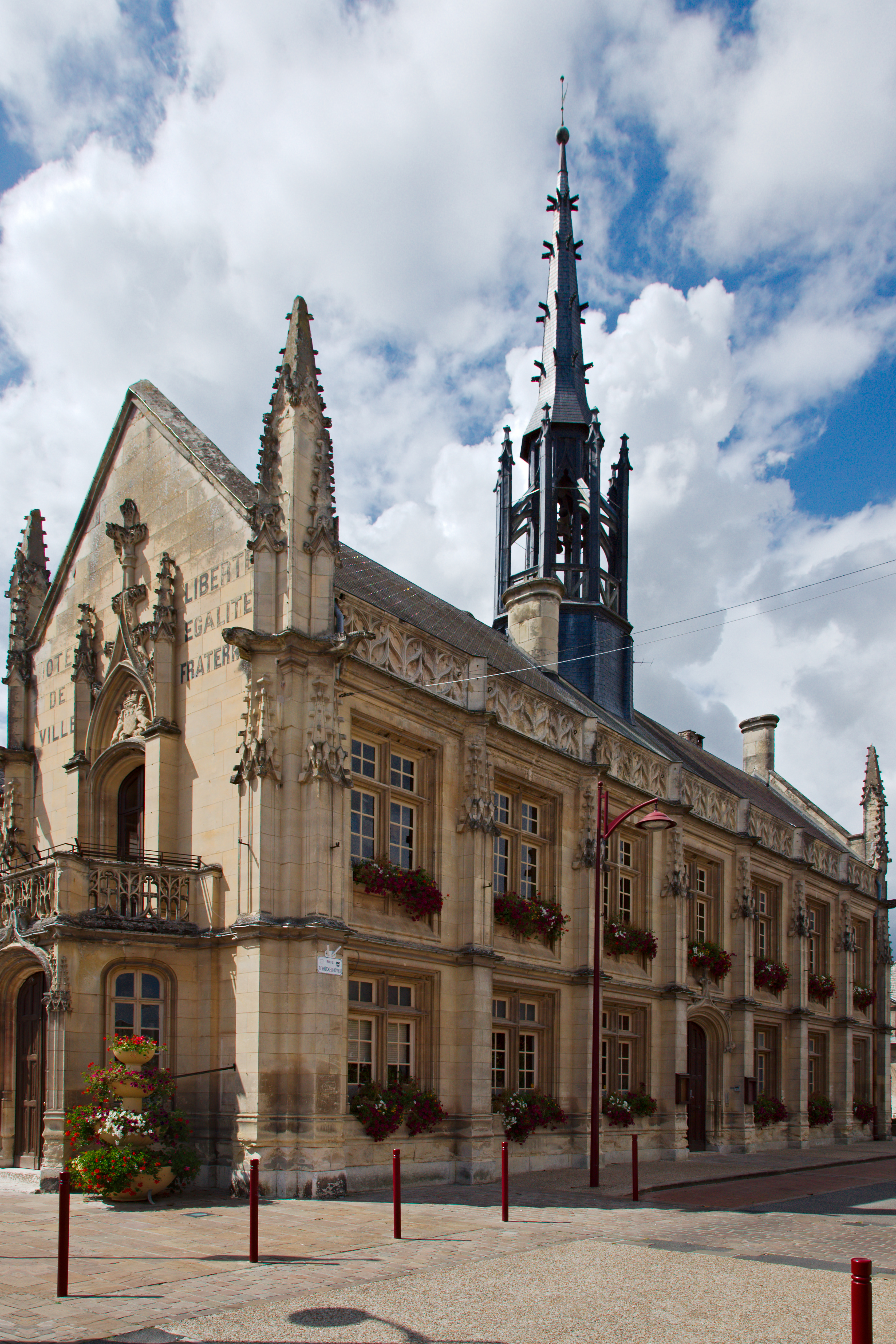
Hôtel de ville de Breteuil-sur-Iton